# 老婆餅

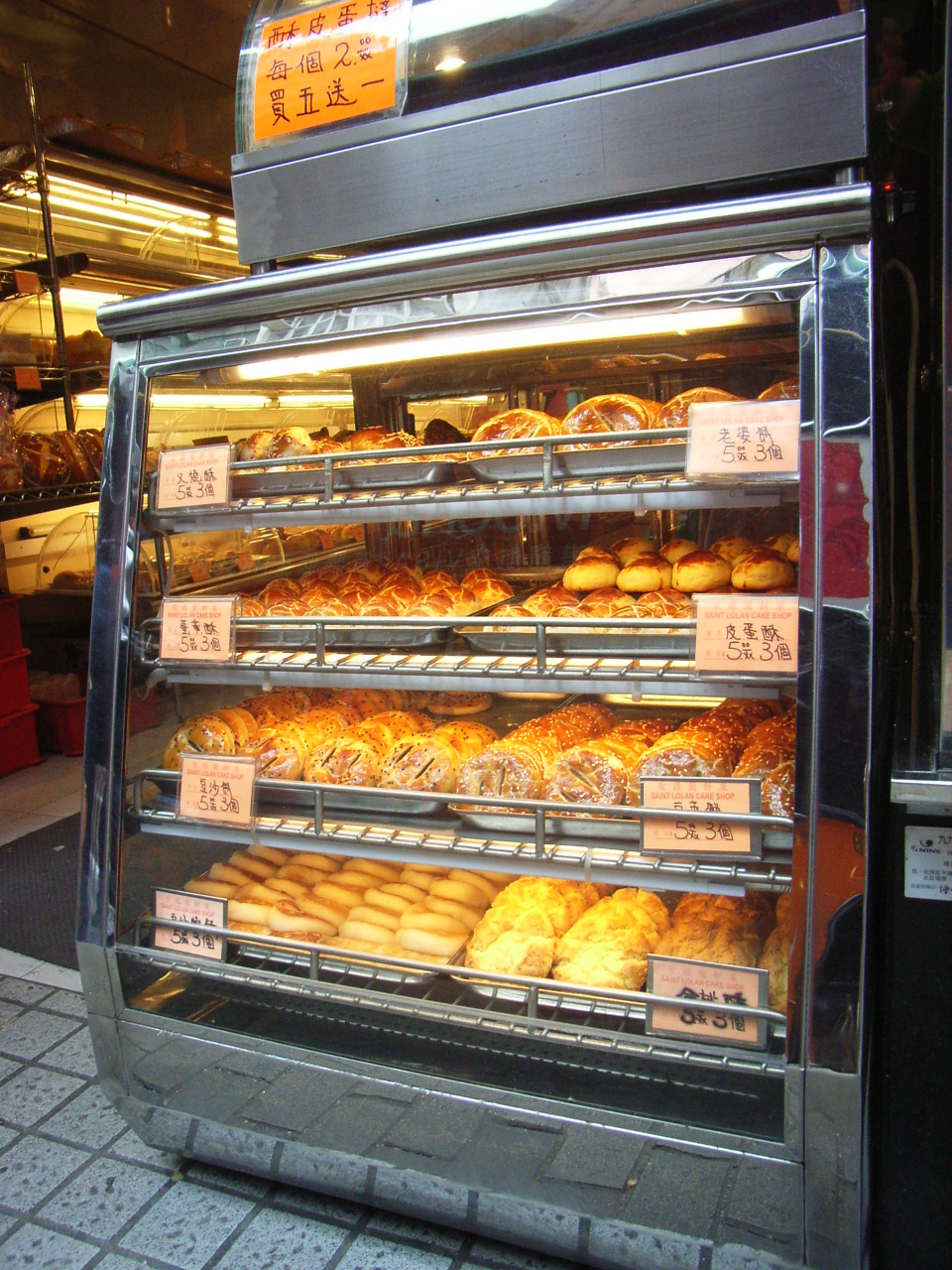
老婆餅是廣東傳統食品

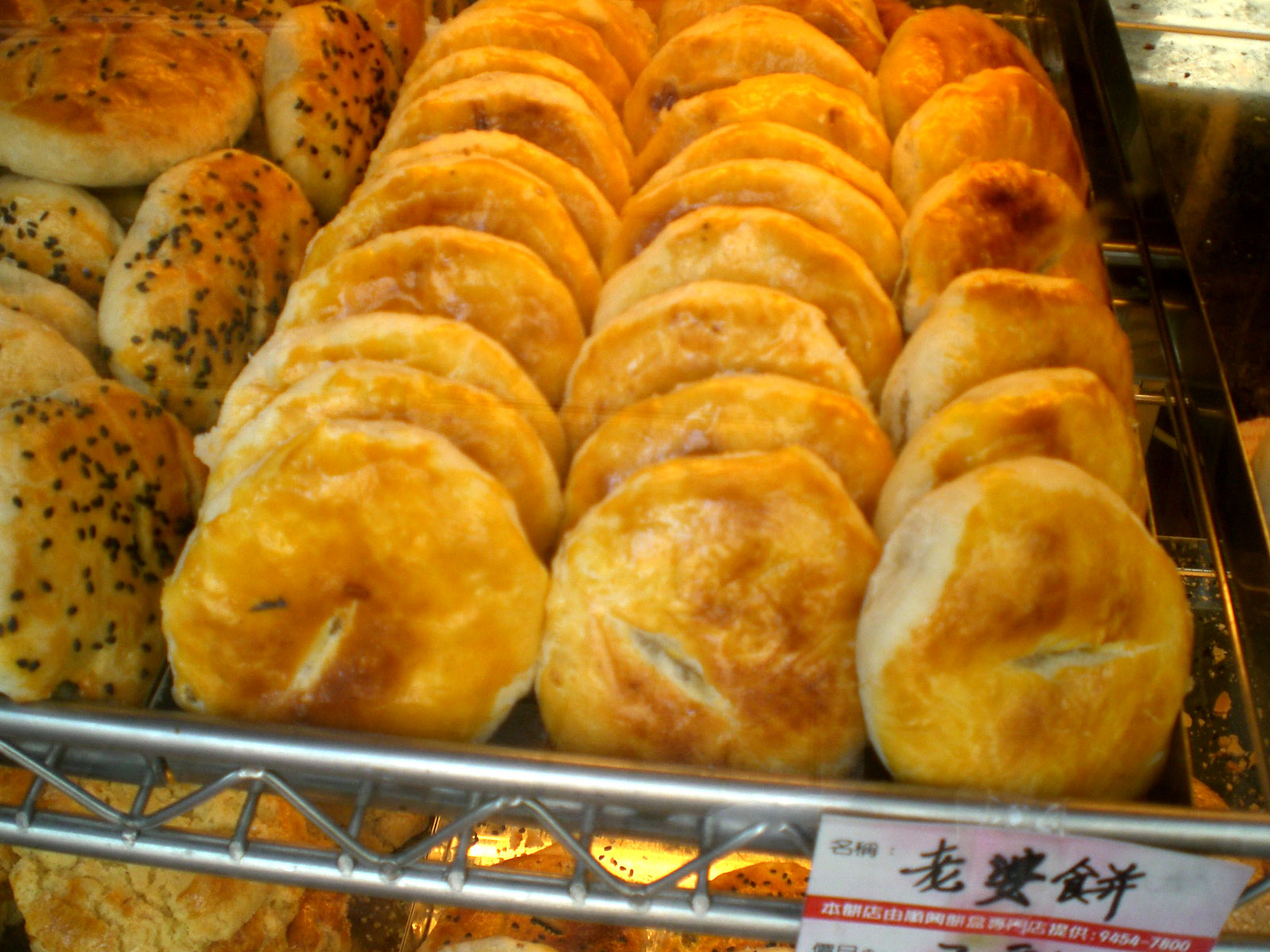
香港一家餅店售賣的老婆餅近照

老婆餅，又名為冬蓉酥，是一款發源於廣東的傳統餅食，在廣東和香港最為常見，在臺灣亦可找到。老婆餅呈圓形，外層是一層酥皮，裡面則是冬瓜蓉以及熟糯米粉，原本冬瓜蓉淡而無味，加上糖後便會呈現甜味。

## 起源傳說
1. 古時一對富裕夫婦，妻子把冬瓜做成蓉作餡製成圓形餅，並由丈夫在街市售賣而大受歡迎，丈夫便將餅命名“老婆餅”。
2. 在從前，有個老婆的家翁生病但沒藥治，自願賣身為奴；深愛老婆的老公為了贖回妻子，努力研發了一種美味可口的餅，並且靠著賣餅的錢將妻子贖回；於是，後來的人就將這種餅稱為老婆餅。
3. 由廣州蓮香樓首創，早年蓮香樓聘請一位來自潮州的點心師傅，他把老婆在家鄉自製的炸冬瓜角帶給酒樓其他師傅。[2][3]

## 來源
1. ↑  范詩敏. . 卡優新聞網.   [2018-10-04]. （原始内容存档于2021-03-09） （中文（臺灣））.
2. ↑  . 上游新闻.   [2021-08-20]. （原始内容存档于2021-08-20）.
3. ↑  . 妙福记.   [2021-08-20]. （原始内容存档于2021-08-20）.